# تپه شاه بلاغی
تپه شاه بلاغی مربوط به دوران‌های تاریخی پس از اسلام است و در شهرستان زنجان، روستای ارمغانخانه واقع شده و این اثر در تاریخ ۵ آذر ۱۳۸۰ با شمارهٔ ثبت ۴۲۳۵ به‌عنوان یکی از آثار ملی ایران به ثبت رسیده است.